# Aleksandr Grigorjev
Aleksandr Vasiljevitj Grigorjev (ryska: Александр Васильевич Григорьев), född 1848, död 1908, var en rysk geograf och etnograf.
Grigorjev deltog i Nikolaj Wagners expedition till Vita havet 1876. Han beordrades 1879 av ryska Geografiska sällskapet, att på Aleksandr Sibirjakovs bekostnad, med ångskonerten "Nordenskiöld" kringsegla Asien söderifrån för att undsätta den svenska Vegaexpeditionen. Fartyget stötte dock på grund vid japanska ön Hokkaido, varifrån Grigorjev hemförde etnografiska samlingar. År 1883 utnämndes han till sekreterare i ryska Geografiska sällskapet. År 1886 besökte han på nytt Solovetskijöarna, och 1887 deltog han i en geografisk expedition till Novaja Zemlja.